# Zubki (przystanek kolejowy)
Zubki (biał. Зубкі; ros. Зубки) – przystanek kolejowy w miejscowości Suchlicze, w rejonie kleckim, w obwodzie mińskim, na Białorusi. Leży na linii Osipowicze – Baranowicze.
Nazwa pochodzi od pobliskiej miejscowości Zubki.